# Wannseebahn
Wannseebahn – podmiejska i zelektryfikowana linia kolejowa w Niemczech, w Berlinie. Biegnie od Potsdamer Platz przez stację Schöneberg na Ringbahn w Berlinie do stacji Berlin-Wannsee. Jest obsługiwana przez linie S1 i S7 berlińskiego S-Bahn.